# 明日のない恋
「明日のない恋」（あすのないこい）は、竹内まりやの34枚目のシングル。2007年3月7日にMOON RECORDSより発売された。

## 解説
日本テレビ系『火曜ドラマゴールド』主題歌「明日のない恋」に加え、『火曜サスペンス劇場』主題歌「シングル・アゲイン」と「告白」をカップリングに収録。「プレミアム・エディション 〜午後9時の竹内まりや。〜」としてリリースされた。
ブックレットには歌詞のほか、唯川恵による「午後9時の竹内まりや」が掲載されている。

## 収録曲
| 全作詞・作曲: 竹内まりや、全編曲: 山下達郎。 | |            |            |      |
| #                                            | タイトル | 作詞       | 作曲・編曲 | 時間 |
| 1.                                           | 「明日のない恋」(2007年 日本テレビ系『火曜ドラマゴールド』主題歌（2007年1月9日 – 3月27日）)                                     | 竹内まりや | 竹内まりや | 3:46 |
| 2.                                           | 「シングル・アゲイン ('07 New Remaster)」(1989年 日本テレビ系『火曜サスペンス劇場』8代目主題歌（1989年6月6日 – 1990年9月18日）) | 竹内まりや | 竹内まりや | 4:23 |
| 3.                                           | 「告白 ('07 New Remaster)」(1990年 日本テレビ系『火曜サスペンス劇場』9代目主題歌（1990年9月25日 – 1991年10月1日）)              | 竹内まりや | 竹内まりや | 4:56 |
| 4.                                           | 「明日のない恋（オリジナル・カラオケ）」                                                                                        | 竹内まりや | 竹内まりや | 3:46 |
| 5.                                           | 「シングル・アゲイン（オリジナル・カラオケ）」                                                                                  | 竹内まりや | 竹内まりや | 4:24 |
| 6.                                           | 「告白（オリジナル・カラオケ）」                                                                                                | 竹内まりや | 竹内まりや | 4:54 |

## レコーディング・メンバー

### 明日のない恋
- Words & Music by 竹内まりや
- Produced & Arranged by 山下達郎
- Orchestral Arranged by 服部克久

- 山下達郎 : Computer Programming, Electric Guitar, Vibraphone, Marimba, Keyboards, Percussion & Background Vocals
- 佐藤博 : Acounstic Piano
- 難波弘之 : Keyboards
- 橋本茂昭 : Computer Programming & Synthesizer Operation
- 国分友里恵 : Background Vocals
- 佐々木久美 : Background Vocals
- 三谷泰弘 : Background Vocals
- 浜口茂外也 : Percussion
- 高桑英世 : Flute & Piccolo
- 若松純子 : Flute & Piccolo
- 平原まこと : Flute & Alto Sax Solo
- 高田みどり : Glocken & Xylophone
- 篠崎正嗣 : Strings Concert Master

### シングル・アゲイン ('07 New Remaster)
- Words & Music by 竹内まりや
- Produced & Arranged by 山下達郎
- Orchestral Arranged by 服部克久

- 山下達郎 : Computer Programming, Electric Guitar, Keyboards, Glocken & Percussion
- 青山純 : Drums
- 伊藤広規 : Electric Bass
- 難波弘之 : Keyboards
- INLIN PAN : Strings Concert Master

### 告白 ('07 New Remaster)
- Words & Music by 竹内まりや
- Produced & Arranged by 山下達郎

- 山下達郎 : Drum Programming, Computer Programming, Electric Guitar, Keyboards, Glocken, Percussion, Effects & Background Vocals
- 土岐英史 : Soprano Sax Solo

## 収録アルバム
- 『Denim』（1.）